# أولغا ليوبيموفا
أولغا ليوبيموفا (بالروسية: Ольга Борисовна Любимова، مواليد 31 ديسمبر 1980) هي وزيرة الثقافة في الاتحاد الروسي. عُينت في 21 يناير 2020. قبل تعيينها الحالي عملت ليوبيموفا في منصب نائب وزير الثقافة منذ عام 2015 ورئيسة قسم التصوير السينمائي منذ عام 2018.
هي ابنة بوريس ليوبيموف (الرئيس الحالي لمدرسة ميخائيل شيبكين للمسرح العالي) وحفيدة الممثل الشهير فاسيلي كاتشالوف. بعد التسجيل غير السعيد في مدرسة ثانوية أرثوذكسية والتي ستقارنها لاحقًا بمعسكر تدريب القاعدة، تخرجت ليوبيموفا من جامعة موسكو الحكومية بدرجة علمية في الصحافة ومن المعهد الروسي لفنون المسرح حيث درست المسرح.
منذ عام 2000 عملت كثيرًا في التلفزيون، وعملت في برامج كثيرة وخاصة في الثقافة الأورثودوكسية. وهي مديرة إدارة البرامج الاجتماعية والصحفية بالقناة الأولى منذ عام 2016.
كان تعيينها كوزيرة للثقافة مثيرًا للجدل بسبب مشاركات لايف جورنال السابقة لليوبيموفا حيث قالت إنها «لا تستطيع تحمل الذهاب إلى المعارض والمتاحف والأوبرا» وأوضحت «لقد زرت المتحف البريطاني والمعرض الوطني وعدد قليل عشرات المتاحف الأوروبية والروسية الأخرى وأعتقد أنني أهدرت وقتي هناك». ومع ذلك فقد تلقت دعمًا من الناقد السينمائي أنطون دولين الذي قال «إنها تحب الثقافة، أو على الأقل السينما».
في 6 مايو 2020 أعلن السكرتير الصحفي لأولغا ليوبيموفا أنها أصيبت بـ كوفيد 19 لكن المرض خفيف، لذا لا يلزم دخولها المستشفى. منذ أن كان المرض خفيفًا، تعافت ليوبيموفا في 14 مايو وعادت إلى ممارسة سلطاتها.